# Sven Johnson
Sven Olof Johnson (Norrköping, Östergötland, 12 de setembre de 1899 – Skärblacka, Norrköping, 7 de juliol de 1986) va ser un gimnasta artístic suec que va competir a començaments del segle xx.
El 1920 va prendre part en els Jocs Olímpics d'Anvers, on va guanyar la medalla d'or en el concurs per equips, sistema suec del programa de gimnàstica.